# Dryopsophus barringtonensis
Espèce
Synonymes
- Hyla phyllochroa barringtonensis Copland, 1957
- Litoria barringtonensis (Copland, 1957)

Dryopsophus barringtonensis est une espèce d'amphibiens de la famille des Pelodryadidae.

## Répartition

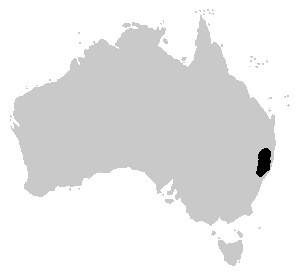
Distribution

Cette espèce est endémique de Nouvelle-Galles du Sud en Australie. Elle se rencontre dans la région de Gosford.

## Description
Le mâle mesure 25 mm et la femelle 32 mm.

## Étymologie
Son nom d'espèce, composé de barrington et du suffixe latin -ensis, « qui vit dans, qui habite », lui a été donné en référence au lieu de sa découverte, le parc national de Barrington Tops.

## Publication originale
- Copland, 1957 : Presidential address. Australian tree frogs of the genus Hyla. Proceedings of the Linnean Society of New South Wales, vol. 82, p. 9-108 (texte intégral).